# Vicente de la Mata
Pour les articles homonymes, voir Mata.
Vicente de la Mata est un footballeur argentin né le 15 janvier 1918 à Rosario en Argentine et mort dans la même ville le 4 août 1980. 
Il était attaquant axial et jouait également comme ailier gauche. Il est l’un des plus grands joueurs du CA Independiente. Il forma avec Antonio Sastre et Arsenio Erico un redoutable trident offensif remportant le championnat argentin en 1938 et 1939. 
Il fut sélectionné à 13 reprises en équipe d'Argentine et marqua six buts. Il remporta la Copa América en 1937, 1945 et 1946.

## Biographie
Il débuta au Club Atlético Central Córdoba. En 1937, à l’âge de 19 ans, il fut retenu en équipe d'Argentine pour disputer la Copa América. 
Première à égalité de points avec le Brésil, un match d'appuis fut organisé pour départager les argentins et les brésiliens. Au cours de cette « finale », de la Mata entra en jeu à la 84e minute à la place de Francisco Varallo. À l’issue du temps réglementaire le score était de 0-0. De la Mata fit la différence lors de la prolongation en inscrivant deux buts. 
À la suite de ce doublé et de la victoire de son pays, il fut recruté par le CA Independiente en 1937 où il évolua jusqu'à la fin de sa carrière en 1950. Il remporta le championnat d’Argentine à trois reprises (1938, 1939 et 1948) inscrivant 151 buts en 362 matchs ce qui en fait le second meilleur buteur de l’histoire du club derrière Arsenio Erico. Avec Sastre et Erico ils formèrent le plus redoutable trident offensif du football argentin puisqu'à eux trois, ils marquèrent 218 buts en 66 matchs soit une moyenne de 3,3 buts par matchs. 
Après sa carrière de joueur il fut un temps entraîneur d'Independiente.

## Carrière
- 1937 : Club Atlético Central Cordoba
- 1937-1950 : CA Independiente

## Palmarès
- Copa América en 1937, 1945, 1946.
- Championnat d'Argentine de football en 1938, 1939, 1948.
- 13 sélections en équipe d'Argentine (6 buts) entre 1937 et 1946.